# 田庄镇 (叶县)
田庄乡，是中华人民共和国河南省平顶山市叶县下辖的一个乡镇级行政单位。

## 行政区划
田庄乡下辖以下地区：
田庄村、张申庄村、道庄村、牛庄村、西孙庄村、黄营村、粱寨村、张林庄村、大张村、尤潦村、东李村、英李村、后党村、孙娄庄村、半坡常村、前党村、武楼村、千兵营村、金岗李村、后李村、东杨庄村、三官庙村、柏树李村、岗马村、康台村、宋庄村、邵丰街村和邵丰店村。